# الدوري الجنوبي لكرة القدم 1903–04
الدوري الجنوبي لكرة القدم 1903–04 (بالإنجليزية: 1903–04 Southern Football League)‏ هو موسم من الدوري الجنوبي الممتاز. فاز فيه نادي ساوثهامبتون.